# Tortella brotheri
Tortella brotheri är en bladmossart som beskrevs av Brotherus 1902. Tortella brotheri ingår i släktet kalkmossor, och familjen Pottiaceae. Inga underarter finns listade i Catalogue of Life.